# دفاری
دفاری، روستایی در دهستان حومه بخش مرکزی شهرستان قشم در استان هرمزگان ایران است.

## جمعیت
بر پایه سرشماری عمومی نفوس و مسکن در سال ۱۳۹۵، جمعیت این روستا برابر با ۵۴۴ نفر (۱۴۲ خانوار) بوده‌است.